# 大伴旅人
大伴 旅人（おおとも の たびと）は、飛鳥時代から奈良時代にかけての公卿・歌人。名は多比等、淡等とも記される。大納言・大伴安麻呂の長男。官位は従二位・大納言。

## 経歴
和銅3年（710年）正月の元明天皇の朝賀に際して、左将軍として副将軍・穂積老と共に騎兵・隼人・蝦夷らを率いて朱雀大路を行進した。和銅4年（711年）従四位下、和銅8年（715年）従四位上・中務卿、養老2年（718年）中納言、養老3年（719年）正四位下と元明朝から元正朝にかけて順調に昇進する。
養老4年（720年）2月29日に大隅守・陽侯史麻呂の殺害に端を発した隼人の反乱の報告を受け、3月4日に征隼人持節大将軍に任命され反乱の鎮圧にあたる。5月頃軍営を張り、6月中旬までには一定の成果を上げる。その後、8月3日に右大臣・藤原不比等が亡くなったことから、8月12日に旅人は京に戻るよう勅を受ける。しかし、隼人の平定は未了であったため、副将軍以下は引き続き駐屯を命じられている。翌養老5年（721年）従三位に、神亀元年（724年）聖武天皇の即位に伴って正三位に叙せられる。
神亀5年（728年）頃大宰帥として妻・大伴郎女を伴って大宰府に赴任する。60歳を過ぎてからの二度目の九州下向であったが、この任官については、当時権力を握っていた左大臣・長屋王排斥に向けた藤原四兄弟による一種の左遷人事、あるいは、当時の国際情勢を踏まえた外交・防衛上の手腕を期待された人事の両説がある。大宰府では山上憶良・満誓らとの交流を通じて筑紫歌壇を形成した。赴任後間もなく妻を亡くし、後には異母妹の坂上郎女が西下している。なお、子息の家持・書持や坂上郎女の西下時期については、旅人の赴任と同時とする説と、天平2年（730年）6月に旅人が危篤になった時との両説がある。しかし、旅人の大宰帥時代については、史料が万葉集のみに限られていることから、旅人周辺の人物関係については推測の域を出ていない考察が多い。
旅人が九州にいる間に、神亀6年（729年）に長屋王の変で左大臣・長屋王が自殺、天平2年（730年）9月には大納言・多治比池守が薨去と大官が次々と没したことから、旅人は太政官において臣下最高位となり（太政官の首班は知太政官事・舎人親王）、同年11月に大納言に任ぜられて帰京する。翌天平3年（731年）正月に従二位に昇進するが、まもなく病を得て7月25日に薨去。享年67。最終官位は大納言従二位。

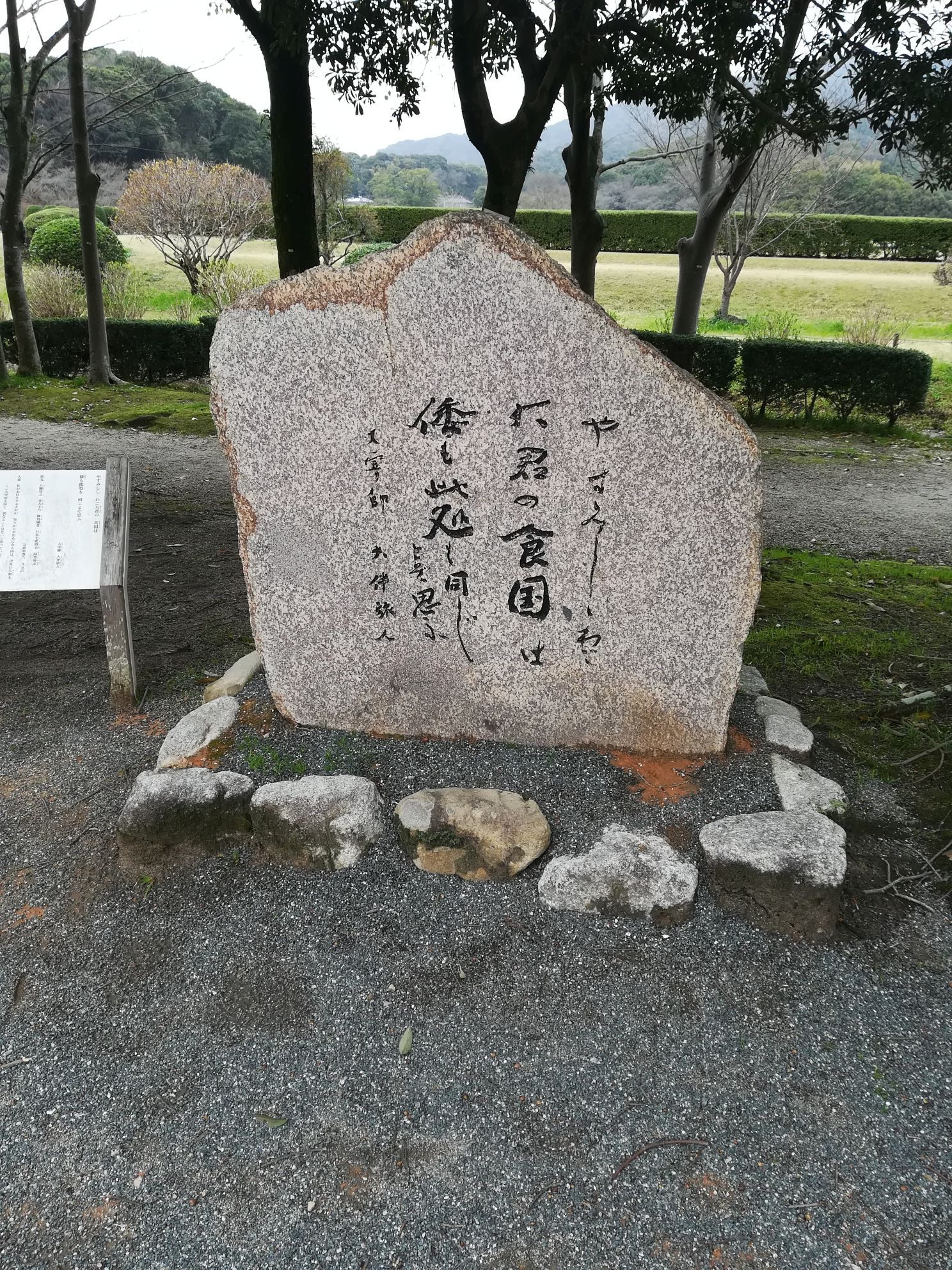
福岡県太宰府市太宰府政庁跡前にある歌碑

## 人物
『万葉集』に和歌作品が78首選出されているが、和歌の多くは大宰帥任官以後のものである。酒を讃（ほ）むるの歌十三首を詠んでおり、酒をこよなく愛した人物として知られる。『新古今和歌集』（1首）以下の勅撰和歌集に13首が入集。漢詩集『懐風藻』に漢詩作品が採録されている。

## 和歌作品
歌風は、大陸的風雅心・老荘的自由思想と位置付けられている。
- やすみししわご大君の食国（おすくに）は倭も此処も同じとぞ思ふ - 万葉集巻六・956任地の大宰府で都を偲ぶ歌。
- わが苑に梅の花散る久方の天より雪の流れくるかも - 万葉集巻五・822。旅人邸で行われた「梅花の宴」で詠んだ歌。
- 験（しるし）なきものを念（おも）はずは一坏（つき）の濁れる酒を飲むべくもあるらし[10] - 万葉集巻三・338雑歌
- 昔見し象（きさ）の小河を今みればいよよ清けくなりにけるかも - 万葉集巻三・316雑歌。『今昔秀歌百撰』（2012年、文字文化協會）に所収。選者は加藤淳平(元駐ベルギー大使）。
- 妹として　二人作りし　わが山斎（しま、庭のこと）は　小高く繁く　なりにけるかも（万葉集巻三、奈良の都に戻り（大宰帥）九州赴任時に亡くした妻を偲んで詠んだ和歌）

## 官歴
注記のないものは『続日本紀』による。
- 時期不詳：正五位上
- 和銅3年（710年） 正月1日：左将軍
- 和銅4年（711年） 4月7日：従四位下
- 和銅7年（714年） 11月26日：左将軍
- 和銅8年（715年） 正月10日：従四位上。5月22日：中務卿
- 養老2年（718年） 3月10日：中納言、中務卿如元
- 養老3年（719年） 正月13日：正四位下。9月8日：兼山背国摂官
- 時期不詳：検税使
- 養老4年（720年） 3月4日：兼征隼人持節大将軍
- 養老5年（721年） 正月5日：従三位。3月25日：給帯刀資人4人。12月8日：御陵造営司（元明上皇崩御）
- 神亀元年（724年） 2月4日：正三位、益封
- 神亀3年（726年） 日付不詳：知山城国事[11]
- 神亀5年（728年）頃：大宰帥
- 天平2年（730年） 11月1日：大納言[11]
- 天平3年（731年） 正月27日：従二位

## 系譜
- 父：大伴安麻呂[12]
- 母：巨勢郎女 - 巨勢人の娘
- 妻：大伴郎女
- 妻：丹比郎女
  - 男子：大伴家持[13]（718?-785）
  - 男子：大伴書持（?-746）
  - 女子：留女之女郎 - 藤原継縄室

## 関連文献
- 鉄野昌弘『大伴旅人』 人物叢書　吉川弘文館　2021年　ISBN　9784642053020